# 合訂證券
合訂證券（英語：Stapled Securities）是一種金融工具，一般是指將發行人的不同證券在法律上或契約上捆綁在一起，在不能單獨轉讓或交易的基礎上所作出的上市安排。常見的例子包括發行人把一般證券（如普通股或優先股）跟相關商業信托單位捆綁發行，不可分割以合訂證券形式上市，而交易所只就合訂證券提供單一報價，合訂證券的各個組成部分並無個別報價。由於公司與商業信託所須遵從的稅務規例未必相同，合訂證券可以為發行人享受某些稅務優惠。